# Amarkot

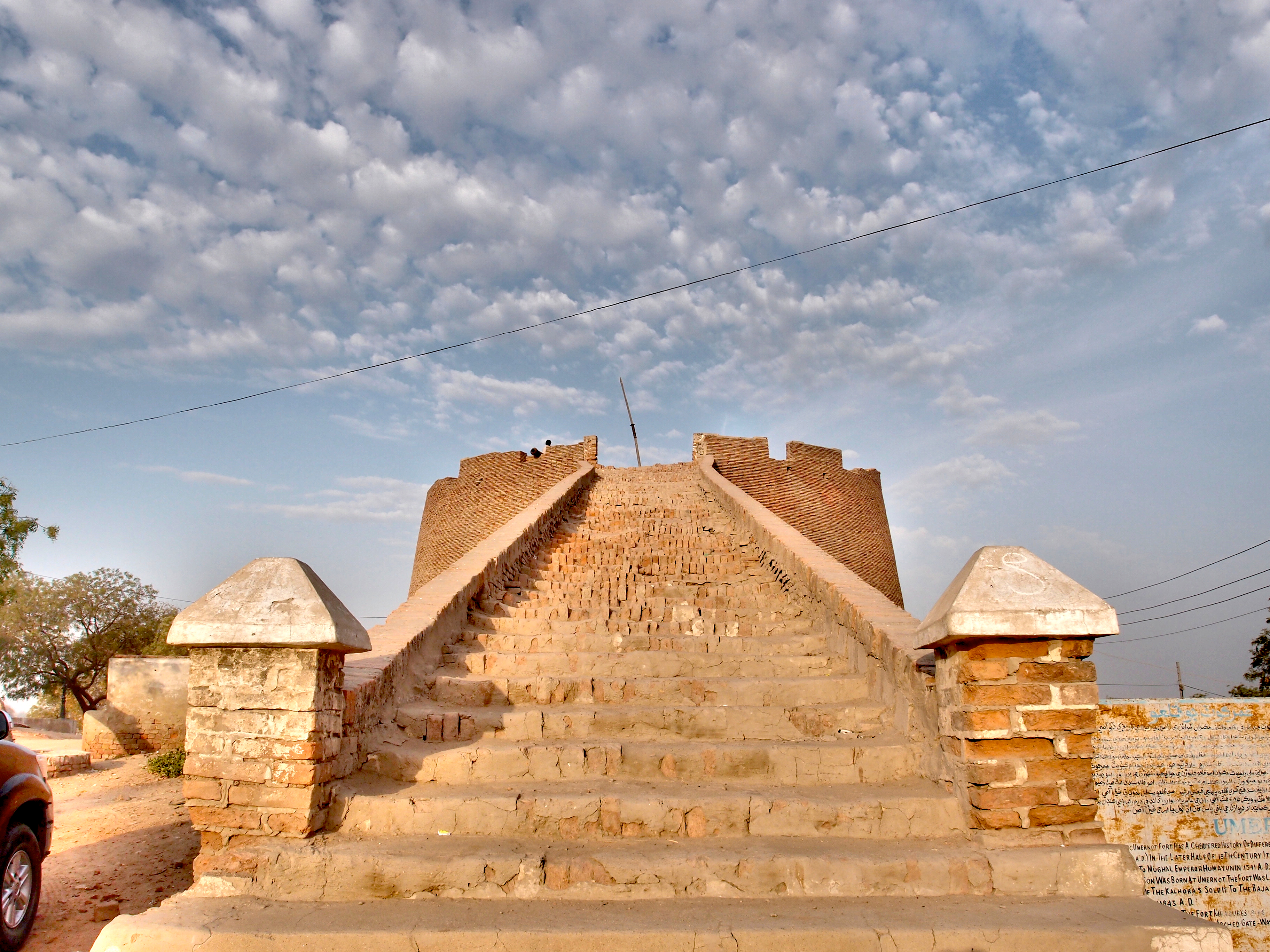
Il Forte di Amarkot costruito da Raja Amar Singh

Umarkot, chiamata anche Amarkot, (urdu عُمَركوٹ, Dhatki عُمَركوٹ), ʿUmarkūt, Sindhi (عمرڪوٽ), è una città nel Distretto di Umarkot, nella provincia del Sindh (Pakistan). La città fu dell'Imperatore mughal Akbar.
La lingua del luogo è il Dhatki, che è uno dei linguaggi del Rajasthan, appartenente alla famiglia delle Lingue indo-arie. Più spesso ci si riferisce a esso come Marwari. Il Sindhi, l'Urdu e il Punjabi sono parimenti conosciute dai cittadini.

## Etimologia

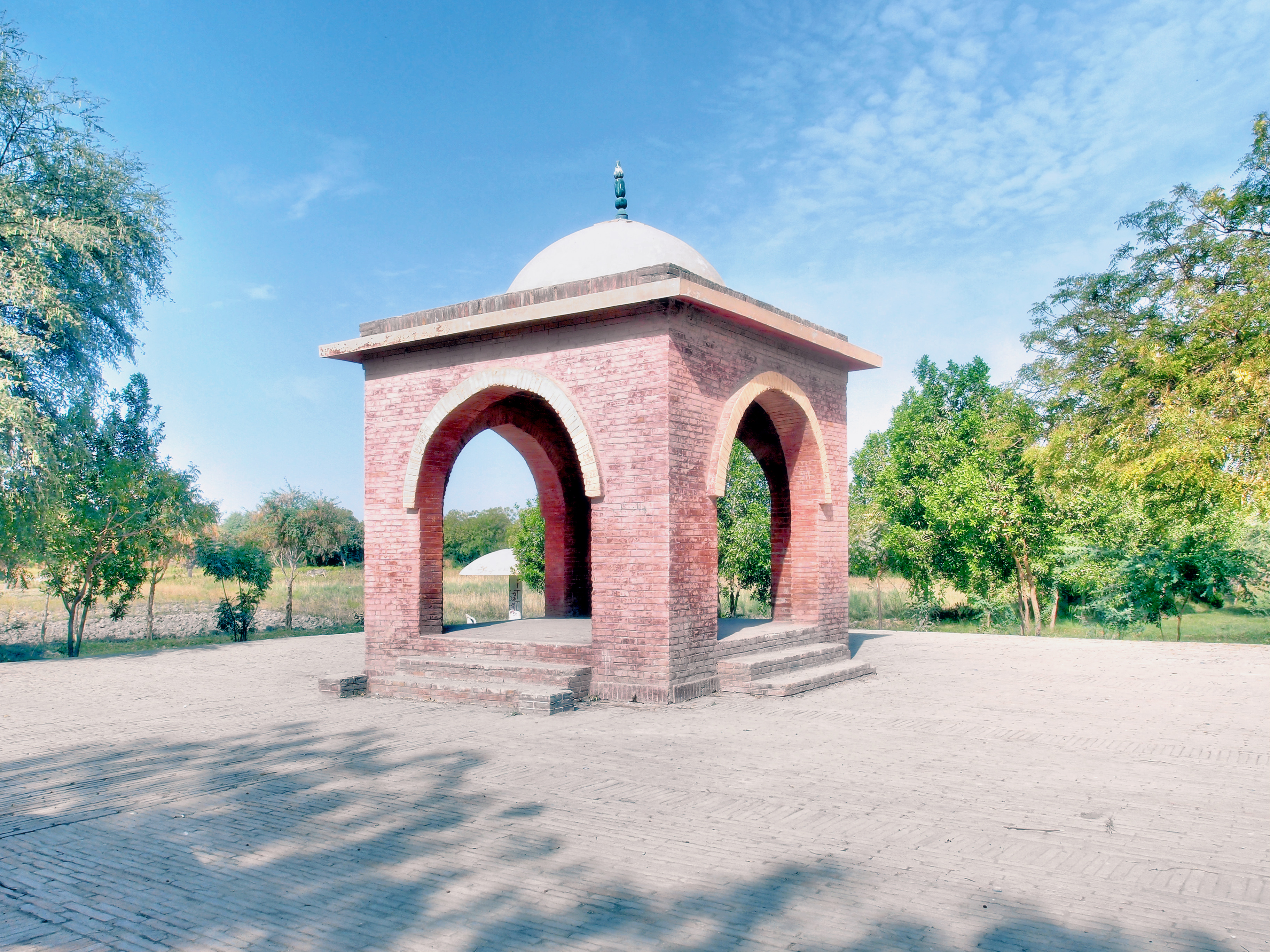
Il luogo di nascita di Akbar si crede tradizionalmente che sia contrassegnato dal piccolo padiglione.

La città è così chiamata a causa del suo fondatore Hindu, il Maharaja Amar Singh, che originariamente vi edificò il Forte di Amarkot.

## Galleria d'immagini

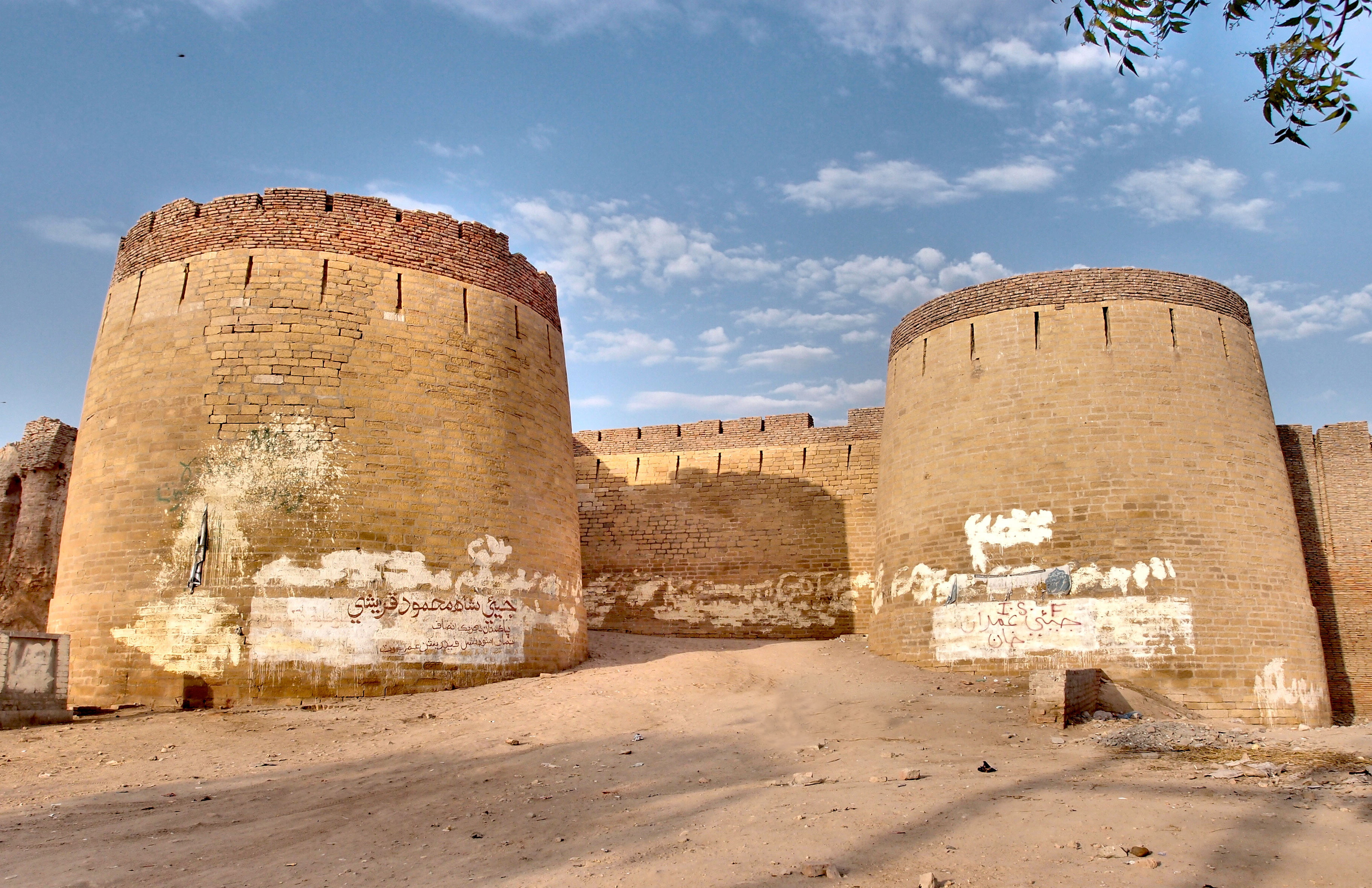
Forte di Umarkot
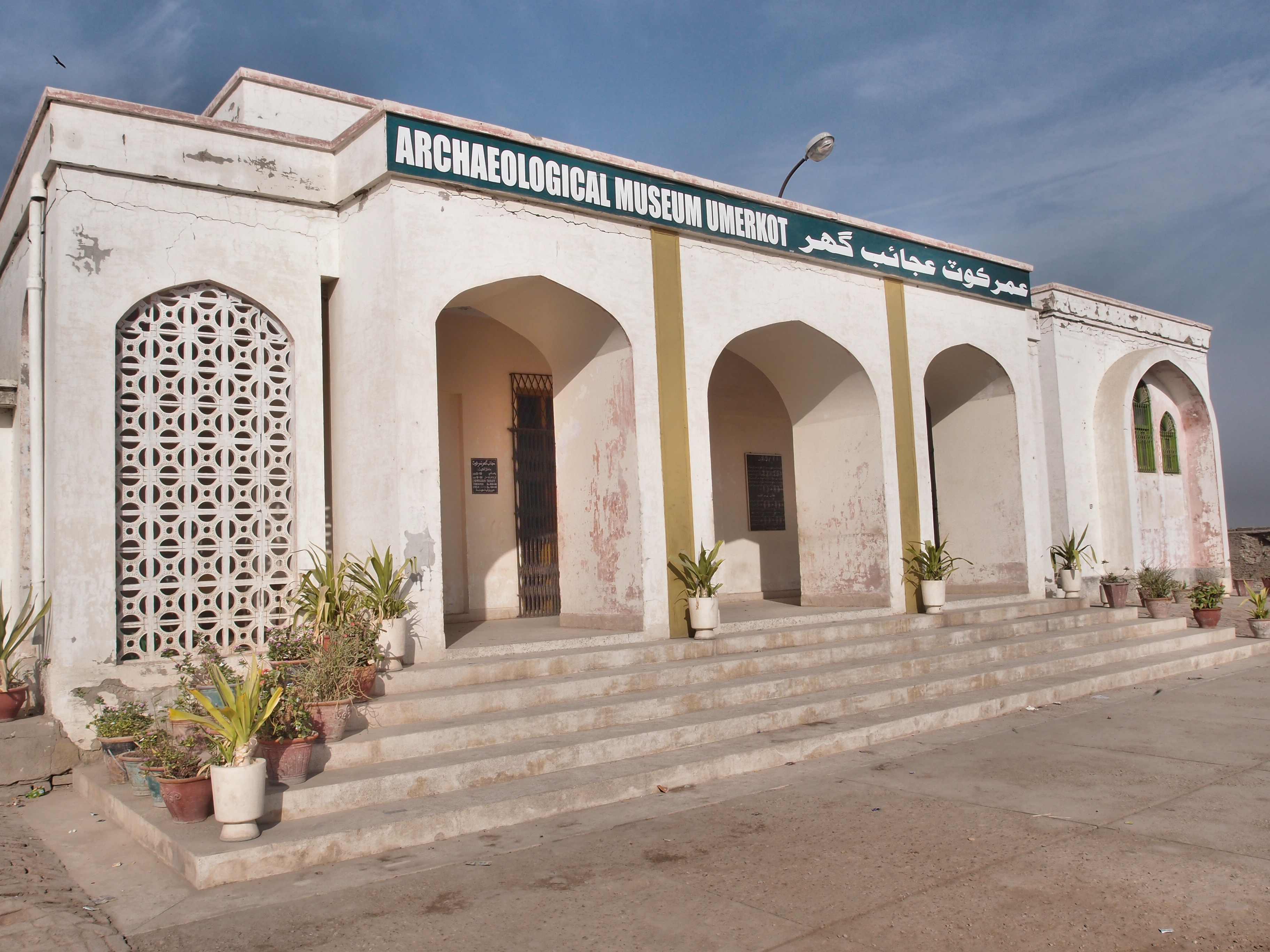
Museo di Umarkot